# Tycherus theresae
Tycherus theresae là một loài tò vò trong họ Ichneumonidae.